# Desa Jatisari (administrativ by i Indonesien, Jawa Barat, lat -6,41, long 107,05)
Desa Jatisari är en administrativ by i Indonesien.   Den ligger i provinsen Jawa Barat, i den västra delen av landet, 30 km sydost om huvudstaden Jakarta.